# 塔吉克斯坦标准时间
塔吉克时区是塔吉克适用的时区。该时区比协调世界时快5小时（UTC+05:00）。塔吉克时区没有夏时制。
IANA时区数据库在zone.tab中包含一个塔吉克地区，名为Asia/Dushanbe。